# Juan Hernández Sierra
Juan Hernández Sierra, född den 16 mars 1969, är en kubansk boxare som tog OS-silver i welterviktsboxning 1992 i Barcelona och igen fyra år senare, se welterviktsboxning vid OS 1996 i Atlanta. Han har även vunnit fyra VM-guld och ett brons i amatörboxning.